# Некропола у Теби
Некропола у Теби је огромна некропола на западној обали реке Нил, насупрот Луксора (античка Теба) у Египту. Коришћена је углавном у време Новог краљевства. Овај историјски споменик убраја се у Светску баштину човечанства. У њој се налазе гробови и храмови. Ископавања у овој некрополи трају непрекидно, а због њене огромне површине није могућа потпуна заштита од крадљиваца. Сталне туристичке посете су добра заштита од илегалних ископавања, али Високи савет за старине Египта процењује да око 20% пронађених објеката однесу туристи. 

## Посмртни храмови („храмови вечности“)
- Деир ел-Бахри
  - Посмртни храм Хатшепсут
  - Посмртни храм Ментухотепа II
  - Посмртни храм Тутмоса III
- Мединет Хабу
  - Посмртни храм Рамзеса III
  - Посмртни храм Аја и Хоремхеба
- Посмртни храм Аменхотепа III
  - Мемнонови колоси
- Посмртни храм Мернептаха
- Посмртни храм Рамзеса IV
- Посмртни храм Тутмоса IV
- Посмртни храм Твосрете
- Храм Небуененефа
- Шеик Абд ел-Гурна
  - Посмртни храм Сетија I
- Посмртни храм Аменхотепа II
- Рамесеум (посмртни храм Рамзеса II)

## Краљевске некрополе
- Долина краљева
- Долина краљица

## Друге некрополе
- Деир ел-Медина
  - Гробље уметника
- Долина племића